# Газопереробний завод родовища Гечсаран
Газопереробний завод родовища Гечсаран — складова частина облаштування супергігантського нафтового родовища, розташованого в іранській провінції Кохґілує і Боєрахмед.

## Загальний опис
У 1990-му компанія Bandar Imam Petrochemical запустила піролізну установку, в комплексі з якою ввели фракціонатор зріджених вуглеводневих газів (ЗВГ). Через кілька років пропускну здатність останнього істотно збільшили, що відповідно вимагало подачі додаткової сировини. Одним з її джерел став газопереробний завод NGL-1200, що став до ладу 2003 року на родовищі Гечсаран. Останнє ввели в експлуатацію ще у 1956-му, проте наявні в попутному газі значні обсяги гомологів метану тривалий час не монетизували. NGL-1200 має здатність приймати 7,3 млн м3 асоційованого газу на добу, після переробки якого отримують 28 тисяч барелів ЗВГ та 5,9 млн м3 «легкого» газу.
Суміш ЗВГ відправляють на фракціонатор у Бендер-Імамі, для чого потрібно було прокласти кілька нових ниток в іранській мережі ЗВГ-трубопроводів: довжиною 40 км та діаметром 250 мм до газопереробного заводу NGL-900 (розташоване західніше родовище Пазенан), довжиною 43 км та діаметром 200 мм від NGL-900 до ГПЗ NGL-1000 (так само на Пазенані) та довжиною 44 км і діаметром 300 мм від NGL-1000 до головного трубопроводу згаданої вище ЗВГ-системи. При цьому дві останні ділянки (після NGL-900) повинні також обслуговувати роботу газопереробного заводу NGL-1300, зведеного на родовищі Бібі-Хакіме.
«Легкий» газ наразі закачується назад в родовище Гечсаран для підтримки пластового тиску (можливо відзначити, що з тією ж метою сюди надходить і ресурс з нещодавно згаданого ГПЗ NGL-900 на Пазенані). Втім, він ще містить істотну частку гомологів метану, тому за існуючими планами повинен також використовуватись для живлення газопереробного заводу Бід-Боланд 2 (спорудження останнього просувалось із затримками, проте наразі є підстави очікувати його введення в експлуатацію у 2020 році).
Оскільки видобутий з Гечсарану газ містить значні об'єми сірководню та діоксиду вуглецю, завод NGL–1200 включає спеціальний блок, на якому за допомогою діетаноламіну абсорбують ці домішки. Далі підготований газ спрямовують на установку вилучення зріджених вуглеводневих газів, а отриману суміш ЗВГ піддають обробці з метою остаточного приведення вмісту сірководню до вимог фракціонатора в Бендер-Імамі.